# Simon
Simon er et drengenavn. Simon er græsk og kommer af det hebraiske Simeon, som betyder den lyttende.
I Danmark i 2020 var der 20.557 med navnet Simon.
Meget færre drenge bærer den originale udgave af navnet Som er Simeon 

## Kendte personer med navnet

### Bibelske personer
- Simeon
- Simon Peter
- Simon Zelotes
- Simon af Kyrene
- Simon Mager

### Andre personer
- Simon Emil Ammitzbøll, en dansk politiker.
- Simon Grotrian, dansk lyriker og forfatter.
- Simon Jensen, dansk/svensk musiker.
- Simon Jul Jørgensen, dansk komiker.
- Simon Kvamm, dansk sanger og musiker.
- Simon Matthew, dansk sanger.
- Simon Spies, dansk forretningsmand.
- Simon Troelsgaard, dansk musiker.
- Simon Wiesenthal, kendt for eftersøgning af naziforbrydere.
- Paul Simon, amerikansk musiker.
- Simon Gerrans, en australsk cykelrytter.

## Anden brug
- Simon (film), en film fra 2004 om Simon Spies